# Марк Флад
Марк Флад (англ. Mark Flood; 29 вересня 1984, м. Шарлоттаун, Канада) — канадський хокеїст, захисник. Виступає за «Локомотив» (Ярославль) у Континентальній хокейній лізі. 
Виступав за «Пітерборо Пітс» (ОХЛ), «Сірак'юс Кранч» (АХЛ), «Дейтон Бомберс» (ECHL), «Олбані Рівер-Ретс» (АХЛ), «Бріджпорт Саунд-Тайгерс» (АХЛ), «Нью-Йорк Айлендерс», «Манітоба Мус» (АХЛ), «Сент-Джонс АйсКепс» (АХЛ), «Вінніпег Джетс».
В чемпіонатах НХЛ — 39 матчів (3+5).